# Charles Girardet

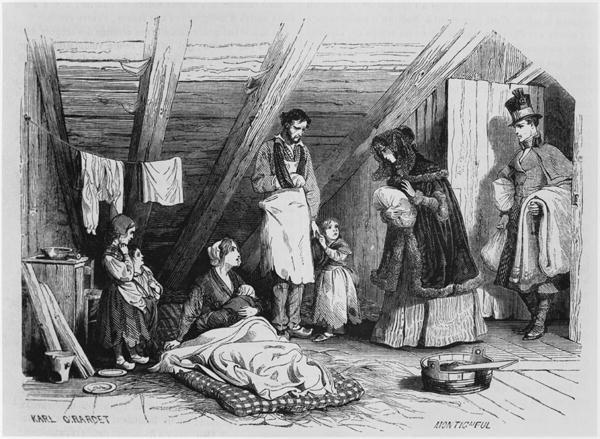
Besök hos fattiga, ur 'Le Magasin Pittoresque', Paris, 1844

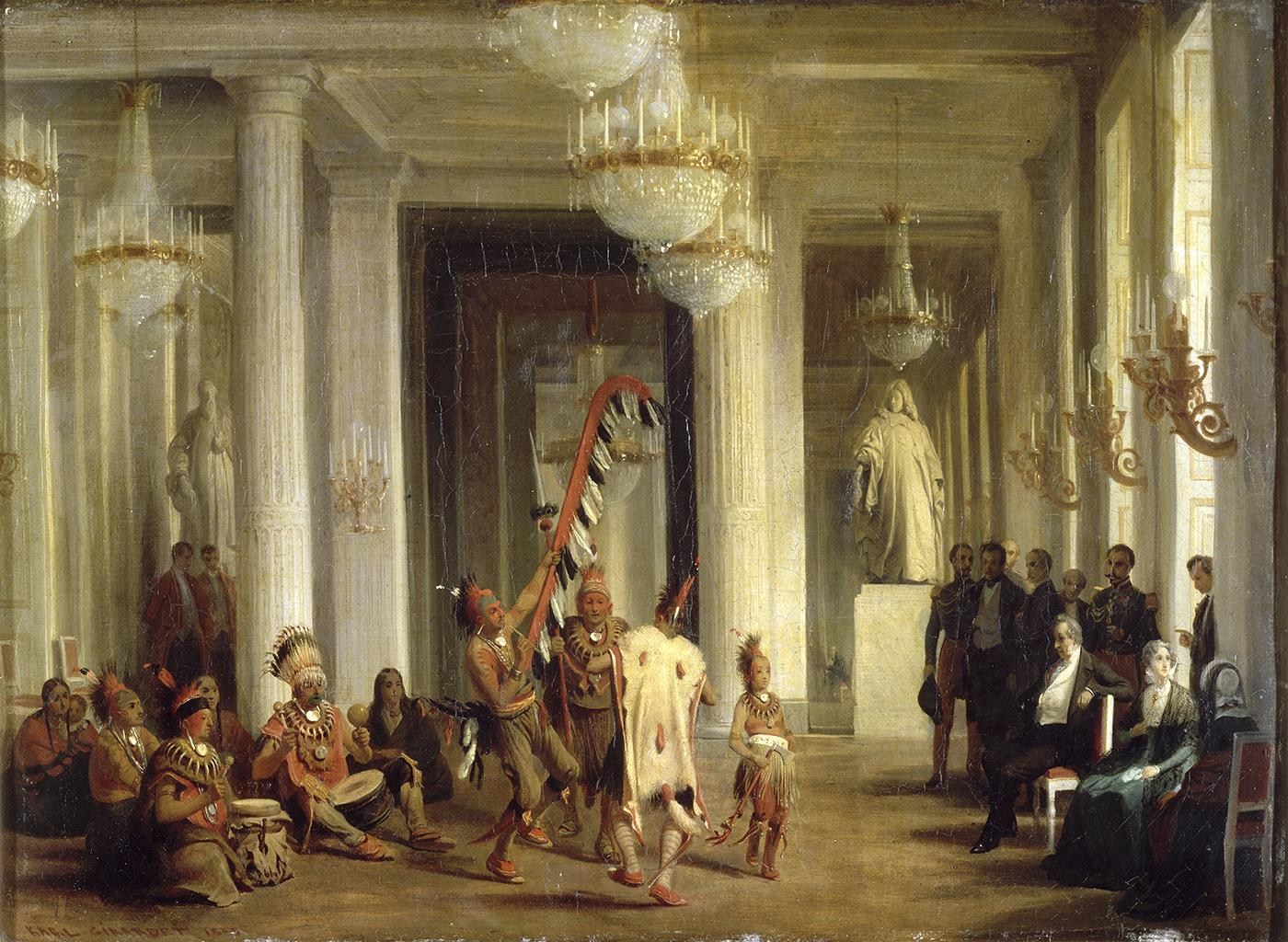
Kung Ludvig-Filip ser dansföreställning med Iowa-indianer, 1845

Charles (Karl) Girardet, född 7 maj 1813 i Le Locle, Schweiz, död 24 april 1871 i Versailles, Frankrike, var en schweizisk målare som levde större delen av sitt liv i Frankrike. Han var son till Charles Samuel Girardet och bror till Paul Girardet.
Girardet levde från 1822 i Paris. Han var elev hos Léon Cogniet, blev en erkänd konstnär och en tid hovmålare hos Ludvig Filip I. Efter februarirevolutionen bodde han sig en tid i Brienz i Schweiz men återvände 1850 till Paris.
Girardet skildrade med fin realism natur och folkliv i Schweiz, Tyskland och medelhavsländerna, vilka han lärde känna under upprepade resor. Mest känd blev Girardet genom sina dramatiska stridsscener.